# Аванесов, Рубен Иванович
Рубе́н Ива́нович Аване́сов [рубэ́н] (арм. Ռուբեն Ավանեսով; 1 [14] февраля 1902, Шуша, Елизаветпольская губерния, Российская империя — 1 мая 1982, Москва, РСФСР, СССР) — советский лингвист, один из основателей Московской фонологической школы, профессор МГУ (1937), член-корреспондент АН СССР (1958).
Почётный член лингвистического общества Чехословацкой АН (1965), почётный доктор Варшавского университета (1973), иностранный член Академии наук и литературы в Майнце (1978), Саксонской АН (1978).
Председатель комиссии Общеславянского лингвистического атласа при Международном комитете славистов. Председатель Научного совета по диалектологии и истории языка Отделения литературы и языка АН СССР. Председатель Комиссии по фонологии и фонетике Отделения литературы и языка АН СССР. Вице-президент Международного общества фонетических наук (1967).

## Биография
Родился в армянской семье, раннее детство провёл в Нагорном Карабахе. В 1909 году поступил в Лазаревский институт восточных языков, после его закрытия учился в школе, которую окончил в 1919 году. Поступил на Историко-филологический факультет Московского университета, где учился с перерывом, в 1925 году окончил Факультет общественных наук МГУ по специальности «славяно-русское языкознание». Ученик А. М. Селищева и Д. Н. Ушакова. Работал в школе, на рабфаках, в рабочем университете.
Основные вехи научной биографии:
- 1925 — избран членом Московской диалектологической комиссии под руководством Д. Н. Ушакова.
- 1931—1933 — сотрудник Московского НИИ языкознания.
- 1932—1947 — завкафедрой русского языка Мосгорпединститута.
- 1935 — получил учёное звание профессора и степень кандидата филологических наук без защиты диссертации.
- с 1937 — профессор МИФЛИ, затем МГУ.
- с 1944 — начальник отдела Института русского языка АН СССР.
- 1948 — защитил докторскую диссертацию на тему «Исследования в области русской диалектологии»[4].
- C 1958 — член-корреспондент Академии наук СССР.
- 1971 — Государственная премия СССР в области науки за комплекс работ по белорусской лингвогеографии.

В 1940 году оглох, до конца жизни пользовался слуховым аппаратом.
Скончался в Москве 1 мая 1982 года. Похоронен на Армянском кладбище.

## Научная деятельность

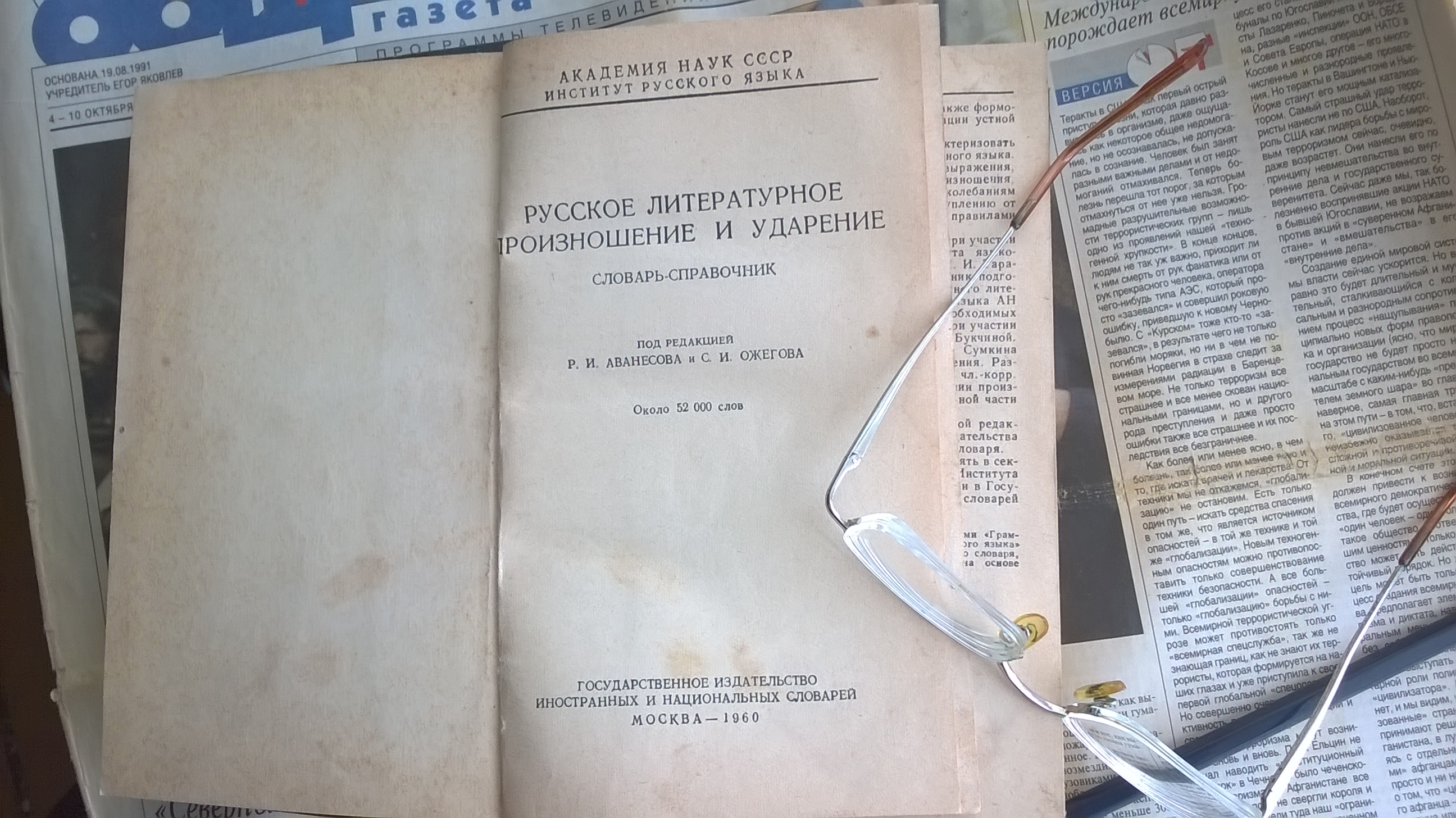
Фотография словаря-справочника «Русское литературное произношение и ударение» под редакцией Р. И. Аванесова и С. И. Ожегова (1960)

Основные труды посвящены исторической и описательной русской диалектологии, истории русского языка, исторической и описательной фонетике, фонологической теории, русской орфоэпии и орфографии.
Многие годы Р. И. Аванесов возглавлял диалектологическую работу в Москве, ежегодно участвовал в диалектологических экспедициях, а потом и руководил ими. Был вдохновителем работы по сбору сведений о русских говорах, созданию Диалектологического атласа русского языка (ДАРЯ) и Общеславянского лингвистического атласа (ОЛА).
Теоретические взгляды Аванесова в области диалектологии нашли отражение в его «Теории лингвистической географии», а также в «Программе собирания сведений для составления диалектологического атласа русского языка» (1945). Вступительные статьи Аванесова к «Атласу русских народных говоров» легли в основу теоретических постулатов Московской школы лингвистической географии.
По его программе изучали русские говоры на огромной территории — от юга Архангельской области до Дона, от территорий вокруг Новгорода, Пскова, Смоленска до восточных берегов Волги и прилегающих районов Заволжья. Эту работу проводил сектор диалектологии Института русского языка АН СССР в тесном сотрудничестве с Рубеном Ивановичем, который после слияния этого сектора с сектором истории русского языка возглавил исследования. По учебнику Р. И. Аванесова и В. Г. Орловой «Русская диалектология» студенты филологических факультетов обучаются и по сей день.
Вместе с П. С. Кузнецовым, В. Н. Сидоровым и А. А. Реформатским разработал теорию фонем, которая легла в основу концепции фонетики и фонологии Московской фонологической школы. Чрезвычайно полезным оказался данный подход для развития теории письма. Классический труд Аванесова — «Фонетика современного русского литературного языка» (1956).
Уникален вклад Аванесова в теорию русской орфоэпии: до сих пор настольной книгой русистов является его «Русское литературное произношение» (1950), выдержавшее шесть изданий. Под редакцией Аванесова также издавался «Словарь древнерусского языка XI—XIV вв.».

## Семья
- Жена — литературовед Лидия Моисеевна По́ляк (1899—1992); в браке родился сын.
- Племянник по линии жены — писатель и патологоанатом, доктор медицинских наук Леонид Борисович Цыпкин.